# Danielle Roy-Marinelli
Pour les articles homonymes, voir Roy et Marinelli.
Danielle Roy-Marinelli est une femme politique québécoise. Elle est la première mairesse de Lévis élue en 2005. Elle fut aussi la dernière mairesse de l'ancienne ville de Saint-Jean-Chrysostome de 1999 à 2001.

## Biographie
Originaire de Montmagny, elle est infirmière de profession et elle a aussi fait un certificat en gérontologie. Elle a aussi occupé le poste de conseillère en sécurité financière. Avant d'accéder à la mairie, elle était présidente de la Société de transport de Lévis.  Elle est mariée à M. Flavio Marinelli et elle est mère de deux filles. C'est lundi le 28 janvier 2013 qu'elle annonce ne pas se présenter aux prochaines élections municipales qui auront lieu le 3 novembre 2013.

## Chronologie
- 1991 et 1995 : élue conseillère de Saint-Jean-Chrysostome.
- 1994 : présidente du Festivent.
- 1999-2001 : élu à la mairie de Saint-Jean-Chrysostome.
- 1999-2005 : présidente de la Société de transport de Lévis.
- 2000 : vice-présidente du Centre communautaire juridique de Québec.
- 2001 : élu conseillère du district 8 de la nouvelle ville de Lévis.
- 2002 : présidente de la Société de transport de Lévis.
- 2005 : élu mairesse de la Ville de Lévis.
- 2009 : réélue à la mairie de Lévis sans opposant.
- 2013 : Elle annonce qu'elle ne va pas se représenter aux prochaines élections municipales.